# Буга Віра Петрівна
Віра Петрівна Буга (18 лютого 1935, місто Миколаїв, тепер Миколаївської області — 31 грудня 2019, місто Кишинів, Молдова) — молдавська радянська діячка, передовик виробництва, бригадир арматурників Кишинівського заводу залізобетонних виробів Молдавської РСР. Член ЦК КП Молдавії в 1971—1976 роках. Депутат Верховної Ради Молдавської РСР 7-го скликання. Депутат Верховної ради СРСР 9—10-го скликань. Герой Соціалістичної Праці (19.03.1981).

## Життєпис
Народилася в родині службовців. У дитинстві з батьками переїхала до міста Шепетівки Кам'янець-Подільської області. У роки Другої світової війни залишилася сиротою. Її та двох сестер виховала рідна бабуся. Закінчила десять класів середньої школи.
У 1954—1957 роках — ланкова комсомольсько-молодіжної ланки з вирощування кукурудзи колгоспу імені Чкалова Славутського району Хмельницької області. У 1956 році вийшла заміж і незабаром переїхала на батьківщину чоловіка до міста Кишинева Молдавської РСР.
У 1957—1959 роках — робітниця Кишинівського м'ясокомбінату Молдавської РСР.
Член КПРС з 1958 року.
У серпні 1959—1964 роках — робітниця-арматурниця (одночасно досконало освоїла спеціальності електрозварювальника та верстатника), з 1964 року — бригадир арматурників-електрозварювальників Кишинівського заводу залізобетонних виробів та великопанельного домобудування № 4 тресту «Будіндустрія» Міністерства промисловості будівельних матеріалів Молдавської РСР.
Постійно вивчаючи і впроваджуючи в практику досягнення науки та передового досвіду, боролася за підвищення ефективності виробництва, впроваджувала передові прийоми та методи праці, домагалася механізації трудомістких процесів, незмінно забезпечувала високу якість виконуваних робіт. Велику увагу приділяла економному витрачанню матеріальних ресурсів. Будучи наставником молоді, вона лише за роки десятої п'ятирічки підготувала 19 робітників. Неодноразово обиралася секретарем партійної організації цеху та членом партійного бюро Кишинівського заводу залізобетонних виробів, членом бюро Октябрського районного комітету КП Молдавії міста Кишинева.
Член правління Молдавського товариства дружби та культурного зв'язку із зарубіжними країнами, член правління Молдавського відділення товариства радянсько-в'єтнамської дружби.
З 1992 року — на пенсії в місті Кишиневі. З 1998 року була членом Партії комуністів Республіки Молдова.
Померла 31 грудня 2019 року в місті Кишиневі.

## Нагороди
- Герой Соціалістичної Праці (19.03.1981)
- два ордени Леніна (28.07.1966; 19.03.1981)
- орден Жовтневої Революції (4.03.1976)
- медалі
- Заслужений працівник промисловості Молдавської РСР (1973)
- знак «Відмінник соціалістичного змагання»
- знак «Ударник десятої п'ятирічки»
- Почесна громадянка міста Кишинів